# 伊布力斯
伊布力斯（撒旦）（阿拉伯语： إبليس；Iblīs），伊斯蘭教中的魔王，即猶太教與基督教裡魔鬼撒旦，古蘭經裡描述他是真主（上帝）用火造的巨靈。

## 簡介
伊布力斯又译“易卜劣厮”（马坚）、“以卜里厮”（王静斋）、“伊怖厉厮”（仝道章）、“伊布里斯”（马金鹏）、“伊怖里斯”（马仲刚）。《可蘭經》中稱他為巨靈（jinn），亦稱為衰旦（Shaitan，阿拉伯語中撒旦的發音，指惡魔、魔王）或者亞衰旦（Al·Shaitan，指唯一的惡魔）。相當於猶太教與基督教中的撒旦。因為是巨靈，故是自無煙之燄（smokeless fire）中所創造。
據《可蘭經》記載，阿拉命令眾天使跪拜從土中創造的人類之祖阿丹時，伊布力斯不想跪拜由黒泥所捏製而成的人類，因此惹怒了阿拉。雖然阿拉決定要懲罰他將其逐至地獄，伊布力斯卻要求阿拉再三考慮。聽到此事的阿拉，決定給他自由的時間，直到最後的審判之前。伊布力斯接受了此項判決，並且發誓：在這段時間內，一定會帶領所有的人類偏離正道，作為復仇。從此被逐出天國。與基督教之中的「撒旦擁護論」相同；伊斯蘭教之中也有「伊布力斯擁護論」。

## 形象特徵
解經者認為伊布力斯，就是伊斯蘭教版的撒旦，但因為沾染上了阿拉伯神話中巨靈的傳奇而出現了這一號人物，和撒旦的身份目前無法分辨。

## 伊布力斯的五子
伊斯蘭傳說中，伊布力斯有五個兒子，分別代表了五種罪行：
- 安沃（A'war）－“獨眼”及教唆人類荒淫的惡靈
- 查蘭布爾（阿拉伯语：زَلَنْبُور；Zalambur）－使人類爭吵不睦的惡靈
- 大悻（Dasim）－使夫婦彼此憎惡的惡靈
- 索特（Sut）－使人類使謊的惡靈[來源請求]
- 提爾（Tir）－“大鳥”，產生災害以及病疫的惡靈[來源請求]

## 孔雀天使
亞茲迪人信奉的大神孔雀天使，也有拒絕禮拜亞當的傳奇。某些穆斯林，視孔雀天使為「伊布力斯」，亞茲迪人為「拜魔鬼的人」； 2014年，伊斯蘭國攻入亞茲迪人的村莊，強迫當地人改宗，最終釀成屠殺。

## 脚注
1. ↑  《惡魔事典》第140頁，山本篤等監修。
2. ↑  可蘭經 18:50
3. ↑  可蘭經 2:34、7:11、15:31-32、18:50
4. ↑  可蘭經 15:31-40
5. ↑  بكر/السيوطي, جلال الدين عبد الرحمن بن أبي. . Dar Al Kotob Al Ilmiyah دار الكتب العلمية. 2015-01-01: 413  [2022-09-14]. （原始内容存档于2022-09-14） （阿拉伯语）.
6. ↑  Caryl, Christian. . The New York Review.   [2022-09-14]. ISSN 0028-7504. （原始内容存档于2022-12-03） （英语）. Unfortunately, as Russell notes, the Yazidis also identify this most potent of angels with Azazael or Iblis, “which in the Muslim tradition (and the Jewish and Christian ones, for that matter) are names for the greatest of angels, who rebelled against God and was cast down into hell—in short, the devil.” This is why, over the centuries, many outsiders have unjustly accused the Yazidis of being “devil worshipers.” Of such nuances is religious hatred born.
7. ↑  Simon, Ed. . The Revealer. 2016-01-25  [2022-09-14]. （原始内容存档于2022-09-14） （美国英语）. As are the Yazidis who pray to Melek Taus. This deity, often conflated with both Satan and Iblis, is a formerly malevolent peacock god who redeemed himself in an act of divine apocatastasis, his tears quenching the flames of hell which elevated him to the most beloved in the eyes of God.
8. ↑  Knipp, Kersten. 安静 , 编. . DW.COM. 德國之聲.   [2022-09-14]. （原始内容存档于2022-09-14） （中文（中国大陆））.